# Dalshult (naturreservat)
Dalshult är ett naturreservat i Östra Göinge kommun i Skåne län.
Området är naturskyddat sedan 2009 och är 55 hektar stort. Reservatet består av ett beteslandskap med främst ädellövskog och hagmarker.